# Sundhede kontrakt
Sundhede kontrakt, före 1916 benämnt Hälsinglands norra nedre kontrakt var ett kontrakt i Uppsala stift inom Svenska kyrkan. Kontraktet upphörde 31 december 2004 och dess församlingar uppgick i Hälsinglands norra kontrakt.
Kontraktskoden var 0116.

## Administrativ historik
Kontraktet omfattade
- Hudiksvalls församling som 2002 uppgick i Hudiksvall-Idenors församling
- Idenors församling som 2002 uppgick i Hudiksvall-Idenors församling
- Delsbo församling
- Forsa församling
- Högs församling
- Enångers församling
- Njutångers församling
- Hälsingtuna församling
- Norrbo församling
- Bjuråkers församling
- Nianfors församling som 1985 uppgick i Njutångers församling

1 maj 1918 tillfördes från Nordanstigs kontrakt
- Ilsbo församling som 1962 återgick till Nordanstigs kontrakt

senast 1998 tillfördes från Nordanstigs kontrakt
- Rogsta församling